# Université de Rochester
Pour les articles homonymes, voir Rochester.
L'université de Rochester (University of Rochester, UR) est une université de recherche privée et mixte située à Rochester (New York) aux États-Unis. L'université est membre de l'Association of American Universities.
Fondée en 1850, UR propose des diplômes aux niveaux du Bachelor, Master, et Ph.D. (doctorat) dans plusieurs disciplines professionnelles. Ses programmes undergraduate (bachelor) et post-graduate (Master et Ph.D.) en physique, médecine, économie, philosophie, psychologie clinique, santé et société, religion, sciences politiques, soins infirmiers, Master of Business Administration, et musique sont parmi les meilleurs aux États-Unis. L'Institute of Optics (Institut d’optique) à l’université est aussi le programme d’optique le plus ancien aux États-Unis, ayant depuis octroyé la moitié des diplômes d’optique des États-Unis.
UR est une institution de recherche, abritant de nombreux centres de recherche, comme le Laboratory for Laser Energetics (Laboratoire de Lasers Hautes Énergies), qui peut se targuer du laser ultraviolet le plus puissant du monde, et le University of Rochester Medical Center (Centre Médical de l’université de Rochester), équipé de nombreux laboratoires de recherche dans les domaines du biomédical et de la santé. Depuis 2005, UR, qui est affilié au Strong Health System (CHU) est le plus gros employeur de la région de Rochester.

## Personnalités liées à l'université

### Professeurs
- Lewis White Beck
- Wyston Curnow
- Christopher Lasch
- Lynne Maquat
- Maiken Nedergaard
- Colin Murray Turbayne

### Étudiants
- Bob Perelman, poète, essayiste, critique littéraire, professeur à l’université de Pennsylvanie.
- Masatoshi Koshiba, physicien japonais ayant obtenu le prix Nobel de Physique.
- Donna Strickland, physicienne canadienne ayant obtenu le prix Nobel de Physique pour ses recherches au Laboratoire de Lasers Hautes Energies.
- Olivia Hooker (1915-2018), psychologue et professeure d'université américaine
- Albert Rösti conseiller fédéral suisse

## Histoire
Créée en 1850, l'université, sous la pression de besoins financiers, et à l'occasion du Vermont Act, s'ouvre timidement aux femmes dans les années 1900. En 1912, elle convainc ses investisseurs de créer un institut séparé mitoyen pour les femmes, et redevient exclusivement masculine jusqu'aux années 1950.